# 多良駅
多良駅（たらえき）は、佐賀県藤津郡太良町大字多良にある、九州旅客鉄道（JR九州）長崎本線の駅である。

## 概要
江北駅方面からの普通列車の一部が当駅で折返す。通常は普通列車のみ停車するが、2019年（平成31年）3月まではカニのシーズンを中心に一部特急「かもめ」が臨時停車することがあった。なお、国鉄時代末期からJR初期は一部の特急「かもめ」が停車していた。
なお、当駅の存在する町名は読みは同じ「たら」だが、旧多良町と旧大浦村の合成地名であるため「太良」と表記する。

## 歴史
- 1934年（昭和9年）4月16日：鉄道省の駅として開設[1]。
- 1982年（昭和57年）11月15日：貨物取扱廃止[1]。
- 1984年（昭和59年）2月1日：荷物扱い廃止[1]。
- 1985年（昭和60年）1月20日：一旦無人駅化[4]。
- 1987年（昭和62年）4月1日：国鉄分割民営化に伴い、九州旅客鉄道（JR九州）の駅となる[1]。
- 2019年（平成31年）3月31日：特急冬季臨時停車が終了[5]。
- 2020年（令和2年）4月1日：終日無人駅化[2]。肥前鹿島駅から係員が巡回する形になる。
- 2022年（令和4年）
  - 3月12日：窓口営業が終了し完全無人駅化。
  - 9月23日： 観光特急「ふたつ星4047」が運行を開始し、停車駅となる。 当駅を含め、肥前浜駅 - 長崎駅間が非電化となる。
- 2024年（令和6年）
  - 4月：旧3番線を廃止
  - 12月12日：西側（山側）からの出入口（多良岳口）が新設され、完成式典が開催される[6][7]。

## 駅構造
単式ホーム2面2線の地上駅。上り線（2番のりば）を通過線とする1線スルー配線構造で、二つのホームは跨線橋（屋根無し）で結ばれている。駅舎は東側の単式ホームに面しており、古くからの木造駅舎であるがリニューアルされ、内部には待合所と改札口がある。2022年9月22日まで入線していた817系に合わせて2両分のホームがかさ上げされている。2024年（令和6年）12月、駅の東側に加えて、西側にも駅への出入口が新設された（多良岳口）。
西側の出入口が設けられる前まで、当駅は、単式ホーム1面1線と島式ホーム1面2線、計2面3線の配線であった。2022年9月23日以降、列車本数減少に伴い3番線を発着する列車設定は無くなり、廃止された。
元々はJR九州サービスサポートが駅業務を行う業務委託駅であったが、2020年（令和2年）4月1日から無人駅化された。

### のりば
| のりば | 路線      | 方向 | 行先           |
| ------ | --------- | ---- | -------------- |
| 1・2   | ■長崎本線 | 下り | 諫早・長崎方面 |
| 1・2   | ■長崎本線 | 上り | 江北方面       |

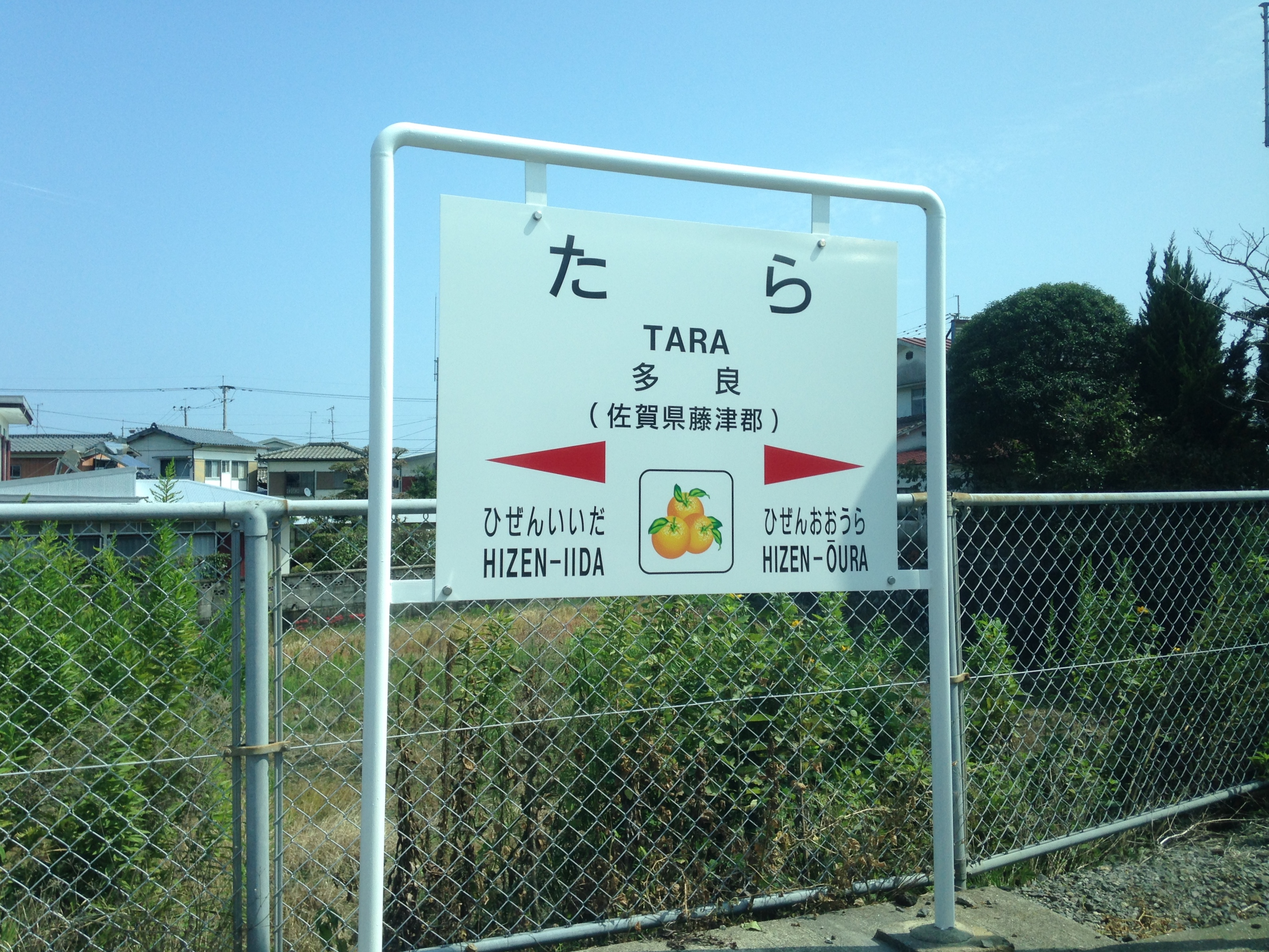
みかんが描かれた駅名標（2015年9月）

## 利用状況
2016年（平成28年）度の1日平均乗車人員は323人である。
| 年度   | 1日平均 乗車人員 |
| ------ | ---------------- |
| 2000年 | 332              |
| 2001年 | 296              |
| 2002年 | 258              |
| 2003年 | 281              |
| 2004年 | 307              |
| 2005年 | 297              |
| 2006年 | 294              |
| 2007年 | 269              |
| 2008年 | 280              |
| 2009年 | 279              |
| 2010年 | 291              |
| 2011年 | 295              |
| 2012年 | 297              |
| 2013年 | 315              |
| 2014年 | 314              |
| 2015年 | 319              |
| 2016年 | 323              |

## 駅周辺
太良町の中心部となっており、駅周辺は多良川などいくつかの河川の河口部分にあたる。なお、多良岳登山口へはかつては当駅より祐徳バス中山線が運行されていたが、2019年（令和元年）10月に廃止された。
- 太良町役場
- 佐賀県立太良高等学校
- 太良町立多良小学校
- 太良町立多良中学校
- 国道207号 - 東側の海沿いを並行して通る。
- 佐賀県道232号多良停車場線
- 多良海道
- 多良川
- エレナ太良店

### バス路線
- 祐徳バス「多良駅前」バス停 - 佐賀県道232号多良停車場線上（国道より手前）
  - 鹿島バスセンター - 中川 - 浜駅前 - 道の駅鹿島前 - 道の駅太良前 - 多良駅前 - 糸岐本町 - 大浦駅前 - 竹崎港
- 太良町コミュニティバス「多良駅前」バス停（曜日限定運行）
  - 伊福・片峰線
  - 中山線
  - 端月・川北線
  - 中尾線
  - 広谷・多良線
  - 今里・多良線

## 隣の駅
九州旅客鉄道（JR九州）
■長崎本線
■普通
肥前飯田駅 - 多良駅 - 肥前大浦駅